# استفان للتکو
استفان للتکو (لهستانی: Stefan Leletko; ۲ سپتامبر ۱۹۵۳ – ۹ اکتبر ۲۰۱۲) وزنه‌بردار اهل لهستان بود.
وی در مسابقات کشوری و بین‌المللی در مجموع برندهٔ ۱ مدال طلا، ۱ مدال برنز شده‌است.